# Trolejbusy w Poitiers
Trolejbusy w Poitiers − zlikwidowany system komunikacji trolejbusowej we francuskim mieście Poitiers, działający w latach 1943−1965.

## Historia
Trolejbusy w Poitiers uruchomiono 6 sierpnia 1943 na trasie Gare − place d'Armes, na której zastąpiły one tramwaje. Drugą linię trolejbusową otwarto w 1948 na trasie Trois Bourdons − Pierre Levée. Do obsługi sieci posiadano 10 trolejbusów typu CB40, CS55 i VDB. Trolejbusy w Poitiers zlikwidowano 4 marca 1965.